# Languevoisin-Quiquery
Languevoisin-Quiquery è un comune francese di 210 abitanti situato nel dipartimento della Somme nella regione dell'Alta Francia.

## Società

### Evoluzione demografica
Abitanti censiti